# 26 decembrie
ianuarie • februarie • martie  • aprilie  • mai  • iunie  • iulie  • august  • septembrie  • octombrie  • noiembrie  • decembrie
26 decembrie este a 360-a zi a calendarului gregorian și a 361-a zi în anii bisecți. Mai sunt 5 zile până la sfârșitul anului.

## Evenimente

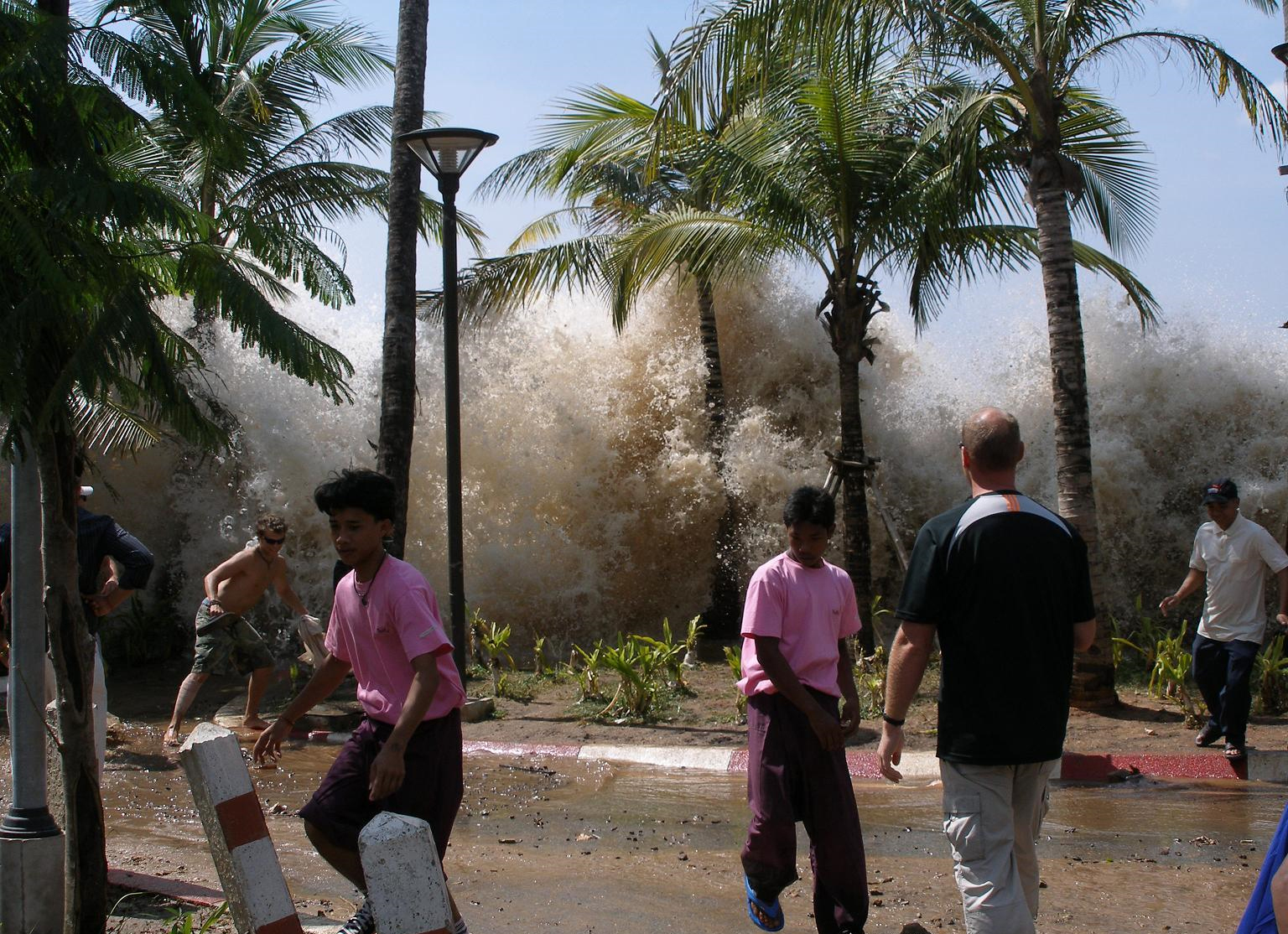
2004: Un puternic cutremur care a avut loc în Oceanul Indian a cauzat tsunami devastând Sri Lanka, India, Indonezia, Thailanda, Malaysia, Maldive și alte zone. Numărul de morți este de peste 230.000 de oameni.

- 1606: S-a jucat pentru prima oară tragedia Regele Lear, scrisă de William Shakespeare după legenda regelui britanic Leir.
- 1805: Austria și Franța napoleoniană semnează Tratatul de la Pressburg.
- 1848: Are loc la Iași, premiera primei opere românești „Baba Hârca“, de Matei Millo.
- 1883: Premiera, în Franța, la Théâtre des Variétés, a operetei "Mam` zelle Nitouche", de Florimond Hervé.
- 1908: Jack Johnson devine primul afro-american campion mondial la box.
- 1925: Marea Adunare Națională a Turciei decide să adopte calendarul gregorian, cu efect de la 1 ianuarie 1926.
- 1943: Vasul de război german Scharnhorst este scufundat în cel de-Al Doilea Război Mondial într-o bătălie navală împotriva a două grupuri de luptă britanice din Marea Nordului în Norvegia. Din echipajul de 1968 de oameni au supraviețuit doar 36.
- 1982: "Persoana Anului" desemnat de revista Time este pentru prima dată ne-umană, computerul personal.
- 1989: Revoluția Română din 1989: Frontul Salvării Naționale formează un guvern provizoriu. Guvernul anunță modificările din Constituție, garantează drepturile minorităților naționale, autorizează libera angajare în câmpul muncii, introduce în țară economia de piață liberă și promite desfășurarea liberă a alegerilor.
- 2003: Un puternic cutremur devastează orașul Bam din Iran. Au decedat 43.300 de oameni, iar 90.000 au rămas fară case.
- 2004: Un puternic cutremur care a avut loc în Oceanul Indian a cauzat tsunami devastând Sri Lanka, India, Indonezia, Thailanda, Malaysia, Maldive și alte zone. Numărul de morți este de peste 230.000 de oameni.
- 2020: Cel puțin 10 alpiniști au murit, iar alți 7 au fost dați dispăruți, în urma unei avalanșe în munții Alborz din Iran.[1]

## Nașteri
- 0973: Al-Ma`arri, scriitor sirian (d. 1057)
- 1194: Frederic al II-lea al Sfântului Imperiu Roman (d. 1250)
- 1646: Élisabeth Marguerite d'Orléans, ducesă de Guise (d. 1696)
- 1716: Jean François de Saint-Lambert, poet francez (d. 1803)
- 1737: Prințul Josias de Saxa-Coburg, nobil german, general în armata austriacă (d. 1815)

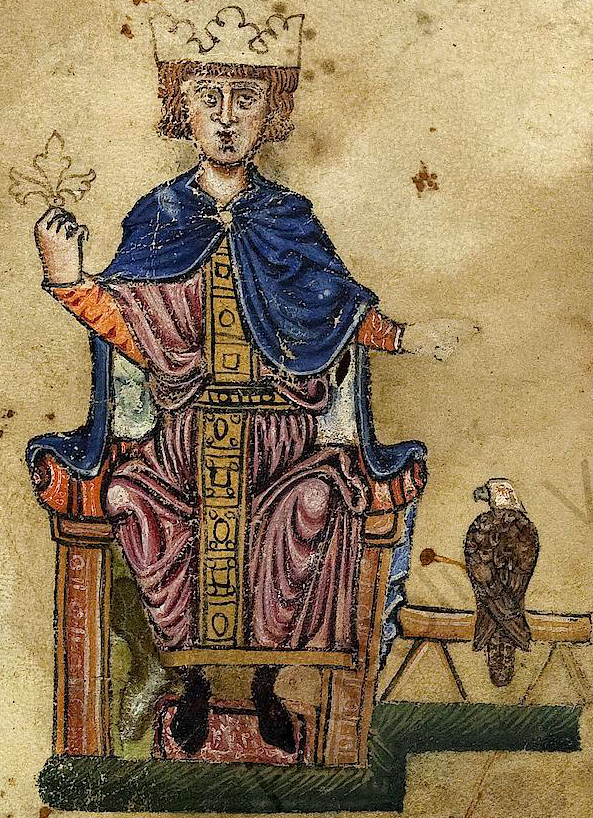
Frederic al II-lea al Sfântului Imperiu Roman
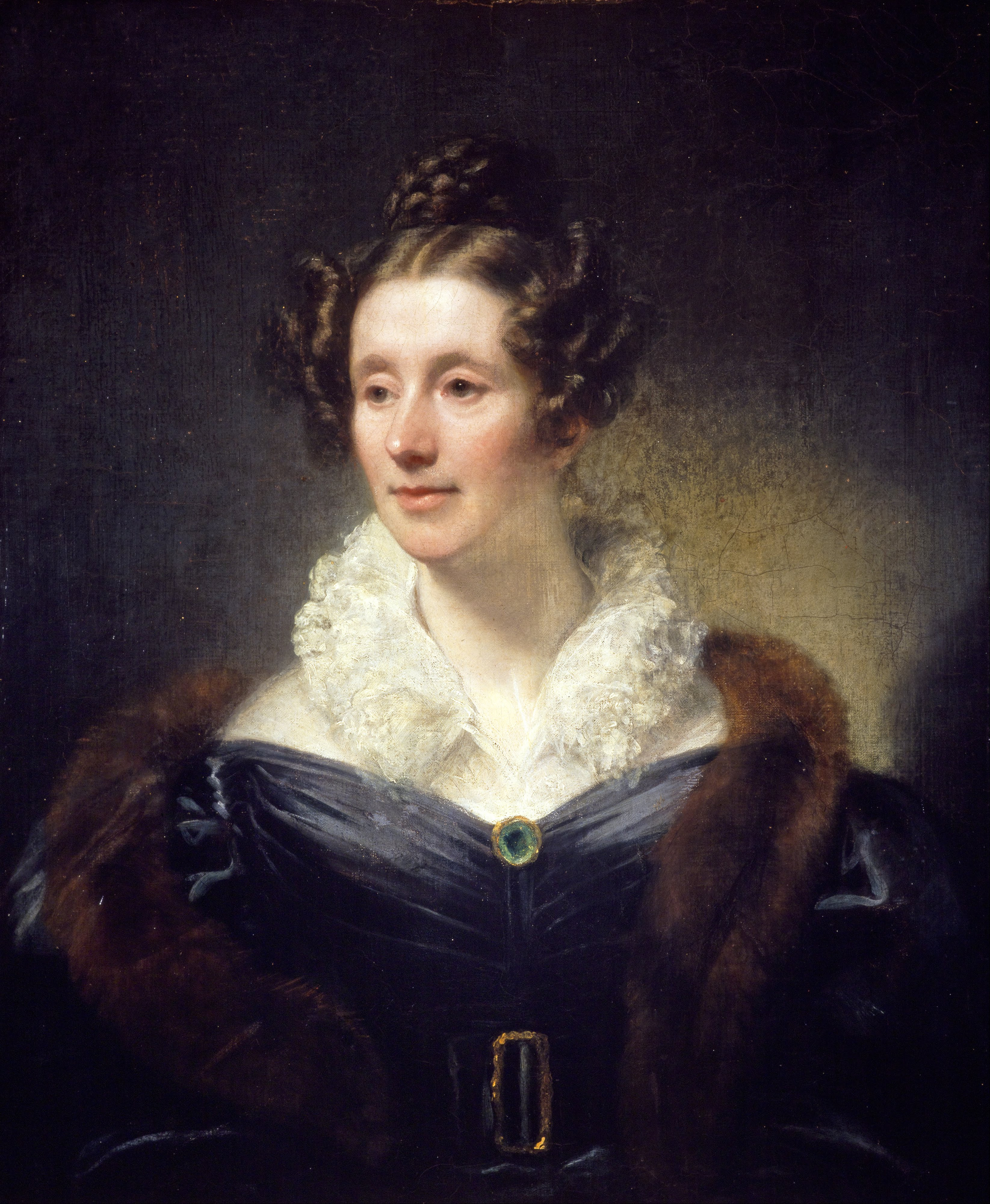
Mary Somerville, femeie-savant și scriitoare din Scoția
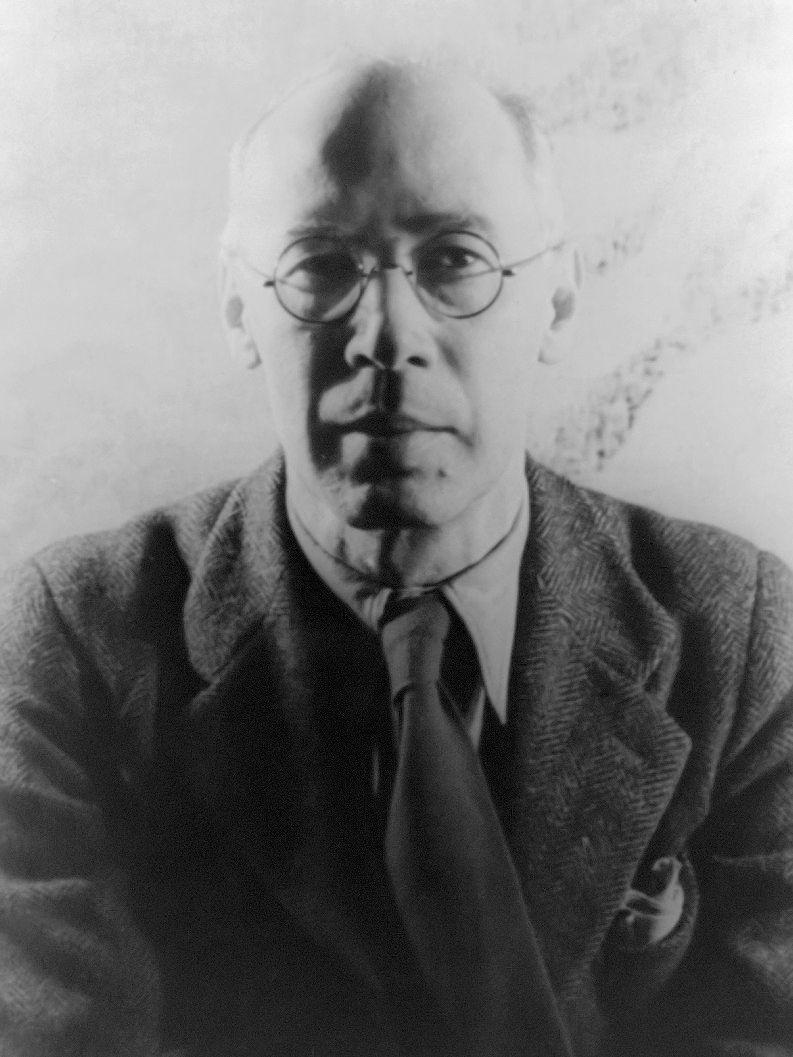
Henry Miller, scriitor american

- 1771: Julie Clary, soția lui Joseph Bonaparte, regină a Spaniei (d. 1845)
- 1777: Ludovic al II-lea, Mare Duce de Hesse (d. 1848)
- 1791: Charles Babbage, matematician englez (d. 1871)
- 1780: Mary Somerville, femeie-savant și scriitoare din Scoția (d. 1872)
- 1832: Aleksei Gatțuk, jurnalist rus (d. 1891)
- 1838: Clemens Winkler, chimist german (d. 1904)
- 1864: Yun Chi-ho, activist, politician și misionar coreean (d. 1945)
- 1867: Ádám Abet, scriitor, poet, jurnalist și traducător maghiar (d. 1947)
- 1883: Maurice Utrillo, pictor francez (d. 1955)
- 1890: Vera Stanevici, poetă sovietică (d. 1967)
- 1891: Henry Miller, scriitor american (d. 1980)
- 1893: Mao Zedong, șef al statului chinez (1949–1959), președinte al Partidului Comunist Chinez (1943–1976), (d. 1976)
- 1899: Raymond Besse, artist francez (d. 1969)
- 1902: Alejo Carpentier, romancier cubanez (d. 1980)
- 1914: Richard Widmark, actor american de teatru și film (d. 2008)
- 1921: Imre Tóth, filosof născut în România (d. 2010)
- 1926: János Kőrössy, muzician român de jazz de etnie maghiară (d. 2013)
- 1930: Jean Ferrat, poet francez (d. 2010)
- 1937: John Horton Conway, matematician englez (d. 2020)
- 1939: Feliks Netz, poet polonez (d. 2015)
- 1939: Phil Spector, producător și textier american (d. 2021)
- 1940: Teruki Miyamoto, fotbalist japonez (d. 2000)
- 1950: Mihai Dinvale, actor român
- 1952: Valentina Calestru, cântăreață de operă (soprană) moldoveană
- 1955: Dawood Ibrahim, interlop indian
- 1961: Daniel Minea, fotbalist român
- 1963: Lars Ulrich, muzician, toboșar, producător de înregistrări și compozitor danez (Metallica)
- 1967: Cristian David, politician român
- 1971: Tatiana Sorokko, supermodel rus
- 1973: Elena Udrea, politiciană română
- 1980: Jo Jung-suk, actor sud-coreean
- 1980: Jean Emmanuel Ouédraogo, jurnalist, prezentator și om de stat din Burkina Faso, prim-ministru al Burkina Faso
- 1982: Aksel Lund Svindal, schior norvegian
- 1985: Beth Behrs, actriță americană
- 1986: Kit Harington, actor englez
- 1986: Hugo Lloris, fotbalist francez
- 1989: Sofiane Feghouli, fotbalist algerian
- 1990: Denis Cerîșev, fotbalist rus
- 1998: Raluca Petruș, handbalistă română

## Decese
- 0268: Papa Dionysius, al 25-lea papă al Bisericii Catolice
- 0418: Papa Zosim, papă al Romei
- 1476: Galeazzo Maria Sforza, duce de Milano (n. 1444)
- 1557: Pătrașcu cel Bun, domn al Țării Românești
- 1646: Henric al II-lea, Prinț de Condé (n. 1588)
- 1731: Antoine Houdar de la Motte, autor francez (n. 1672)

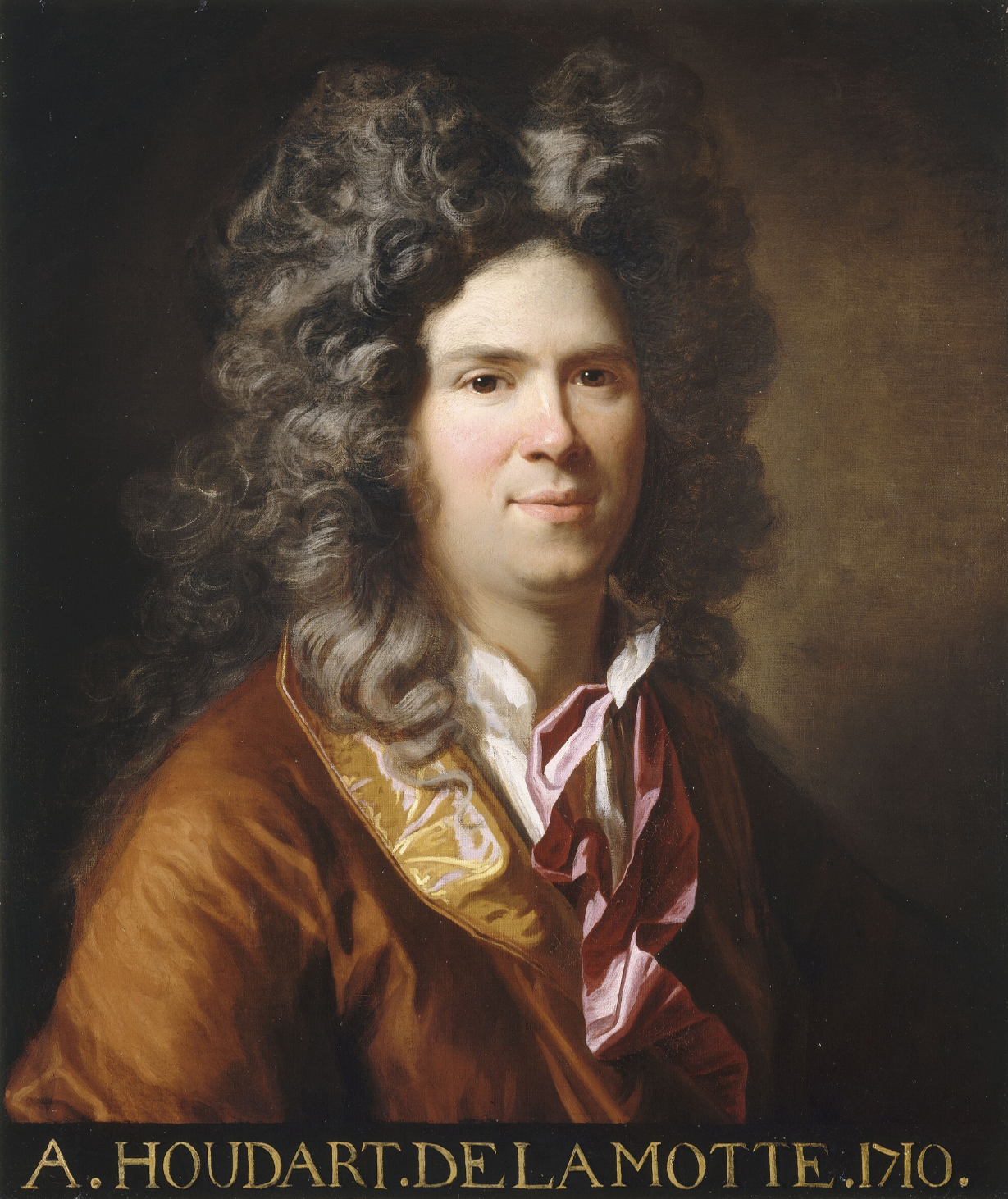
Antoine Houdar de la Motte, autor francez
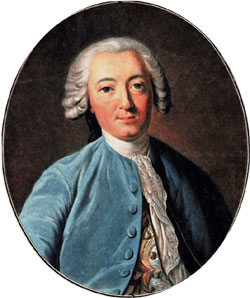
Claude Adrien Helvétius, filosof francez
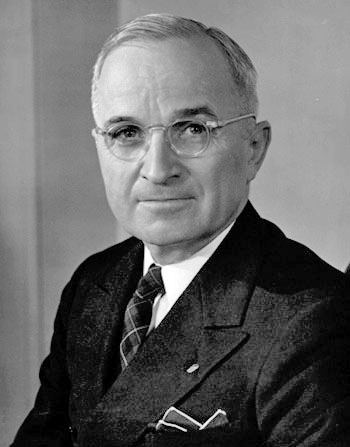
Harry S. Truman, al 33-lea președinte al SUA

- 1771: Claude Adrien Helvétius, filosof francez (n. 1715)
- 1818: Maria Isabel a Portugaliei, regină a Spaniei (n. 1797)
- 1820: Joseph Fouché, ministru francez de interne (n. 1759)
- 1838: Franciszek Lessel, compozitor polonez (n. 1780)
- 1868: Francisc Serafim Caudella, compozitor român (n. 1812)
- 1885: Eugène-Emmanuel Amaury-Duval, pictor francez (n. 1808)
- 1923: Alexiu Berinde, preot protopop, memorandist, politician și unionist român (n. 1844)
- 1950: Liane de Pougy, vedetă și dansatoare de cabaret franceză (n. 1869)
- 1953: David Brown Milne, pictor, tipograf și scriitor canadian (n. 1882)
- 1962: Radu Stanca, poet și dramaturg român, unul dintre inițiatorii Cercului literar de la Sibiu (n. 1920)
- 1967: Vera Stanevici, poetă sovietică (n. 1890)
- 1968: Joseph Peyré, scriitor francez, câștigător al Premiului Goncourt în 1935 (n. 1892)
- 1972: Harry S. Truman, politician american, al 33-lea președinte al Statelor Unite (n. 1884)
- 1977: Howard Hawks, regizor, scenarist și producător de film american (n. 1896)
- 1986: Eugenia Babad, cântăreață de operă româncă (n. 1900)
- 1994: Sylva Koscina, actriță italiană de origine croată (n. 1933)
- 1997: Cahit Arf, matematician turc (n. 1910)
- 1997: Mircea Veroiu, regizor român de film (n. 1941)
- 1999: Curtis Mayfield, cântăreț, textier și producător american de muzică soul, R&B și funk (n. 1942)
- 2000: Jason Robards, actor american (n. 1922)
- 2006: Gerald Ford, politician american, al 38-lea președinte al Statelor Unite (n. 1913)
- 2009: Yves Rocher, om de afaceri francez (n. 1930)
- 2013: Dinu Cocea, regizor și scenarist român, stabilit la Paris (n. 1929)
- 2014: Leo Tindemans, politician belgian, prim-ministru al Belgiei (1974-1978), (n. 1922)
- 2019: Sue Lyon, actriță americană (n. 1946)
- 2020: Luke Harper, wrestler profesionist american (n. 1979)
- 2021: Karolos Papoulias, politician grec, președinte al Grecei (2005-2015) (n. 1929)
- 2021: Desmond Tutu, episcop sud-african de culoare, laureat al Premiului Nobel (n. 1931)

## Sărbători
- Nicodim de la Tismana (calendarul ortodox)
- Sfântul Ștefan, primul martir (calendarul romano-catolic)
- A doua zi de Crăciun